# Río Barrow
El Barrow (del irlandés: An Bhearú) se llama «las tres hermanas» (The Three Sisters) - en inglés un río se considera de género femenino -, siendo las otras dos "hermanas" el río Suir y el río Nore. El Barrow es el más largo e importante de los tres, y el segundo más largo de Irlanda, tras el río Shannon.